# Joel Castro
Luis Joel Castro (ur. 28 stycznia 1991) – portorykański lekkoatleta specjalizujący się w skoku wzwyż.
Dziewiąty zawodnik mistrzostw Ameryki Środkowej i Karaibów (2011). Rok później zdobył srebrny medal mistrzostw NACAC do lat 23. W 2013 startował na uniwersjadzie, podczas której uplasował się na 11. miejscu. Srebrny medalista mistrzostw ibero-amerykańskich (2014). Trzynasty zawodnik igrzysk olimpijskich w Rio de Janeiro (2016).
Złoty medalista mistrzostw Portoryko.
Rekordy życiowe: stadion – 2,30 (21 maja 2023, Garbsen) rekord Portoryko; hala – 2,26 (23 stycznia 2019, Kolonia oraz 26 stycznia 2019, Hustopeče) rekord Portoryko.

## Osiągnięcia
| Rok  | Impreza                                  | Miejsce        | Lokata            | Wynik |
| ---- | ---------------------------------------- | -------------- | ----------------- | ----- |
| 2011 | Mistrzostwa Ameryki Środkowej i Karaibów | Mayagüez       | 9. miejsce        | 2,10  |
| 2012 | Mistrzostwa ibero-amerykańskie           | Barquisimeto   | 4. miejsce        | 2,22  |
| 2012 | Młodzieżowe mistrzostwa NACAC            | Irapuato       | 2. miejsce        | 2,21  |
| 2013 | Uniwersjada                              | Kazań          | 11. miejsce       | 2,15  |
| 2014 | Mistrzostwa ibero-amerykańskie           | São Paulo      | 2. miejsce        | 2,26  |
| 2014 | Igrzyska Ameryki Środkowej i Karaibów    | Xalapa         | 10. miejsce       | 2,05  |
| 2016 | Igrzyska olimpijskie                     | Rio de Janeiro | 13. miejsce       | 2,25  |
| 2018 | Igrzyska Ameryki Środkowej i Karaibów    | Barranquilla   | 4. miejsce        | 2,28  |
| 2018 | Mistrzostwa NACAC                        | Toronto        | 9. miejsce        | 2,16  |
| 2019 | Igrzyska panamerykańskie                 | Lima           | 8. miejsce        | 2,18  |
| 2019 | Mistrzostwa świata                       | Doha           | 12. miejsce       | 2,19  |
| 2022 | Mistrzostwa ibero-amerykańskie           | La Nucia       | 7. miejsce        | 2,15  |
| 2022 | Mistrzostwa NACAC                        | Freeport       | 8. miejsce        | 2,16  |
| 2023 | Igrzyska Ameryki Środkowej i Karaibów    | San Salvador   | 1. miejsce        | 2,25  |
| 2023 | Mistrzostwa świata                       | Budapeszt      | eliminacje        | 2,22  |
| 2023 | Igrzyska panamerykańskie                 | Santiago       | 2. miejsce        | 2,24  |
| 2024 | Igrzyska olimpijskie                     | Paryż          | el. – 15. miejsce | 2,20  |
| 2025 | Halowe mistrzostwa świata                | Nankin         | 9. miejsce        | 2,14  |